# Ramstalund
Ramstalund är en tätort i Uppsala kommun och kyrkbyn i Ramsta socken belägen cirka 15 km sydväst om Uppsala utefter riksväg 55.
På orten finns Ramsta kyrka, Ramsta skola (med förskola, fritids och årskurserna 1–6), bygdegård, pizzeria, mack samt i den gamla butiken en ridsportbutik.
I Ramstalund finns även bussbolaget Högbergs Buss, som bland annat kör skolbusslinjer till Ramsta skola. 
Tidigare har tågen på Uppsala–Enköpings Järnväg stannat på stationen Navestabro en bit från byn, men järnvägen revs 1983 - 1984.

## Befolkningsutveckling
År 1990 avgränsades bebyggelse till en småort med benämningen Ramstalund + Navesta men sedan år 1995 räknas den som en tätort.
| Befolkningsutvecklingen i Ramstalund 1990–2020 | Befolkningsutvecklingen i Ramstalund 1990–2020 | Befolkningsutvecklingen i Ramstalund 1990–2020 | Befolkningsutvecklingen i Ramstalund 1990–2020 | Befolkningsutvecklingen i Ramstalund 1990–2020 |
| ---------------------------------------------- | ---------------------------------------------- | ---------------------------------------------- | ---------------------------------------------- | ---------------------------------------------- |
|                                                |                                                |                                                |                                                |                                                |
| År                                             |                                                |                                                | Folkmängd                                      | Areal (ha)                                     |
| 1990                                           | 1990                                           |                                                | 194                                            | 23#                                            |
| 1995                                           | 1995                                           |                                                | 279                                            | 22                                             |
| 2000                                           | 2000                                           |                                                | 274                                            | 22                                             |
| 2005                                           | 2005                                           |                                                | 313                                            | 23                                             |
| 2010                                           | 2010                                           |                                                | 311                                            | 23                                             |
| 2015                                           | 2015                                           |                                                | 342                                            | 30                                             |
| 2020                                           | 2020                                           |                                                | 366                                            | 42                                             |
| Anm.: Ny tätort 1995 # Som småort.             |                                                |                                                |                                                |                                                |